# 烈火青春 (音樂合輯)
《烈火青春》，原名為《第一屆全國熱門音樂大賽紀念專輯》，1988年由功學社與救國團在台灣所舉辦的第一屆熱門音樂大賽全體歌手所參與發行的音樂合輯。其中包含了日後活躍於華語樂壇的張雨生、東方快車、邰正宵等歌手。

## 曲目
1. 烈火青春（張雨生/張啟娜/邰正宵/姚可傑合唱）
2. 無奈（邰正宵/幻象合唱團）
3. 今夜適合失眠（李德慧/張啟娜/Heavy Chains）
4. We Want The Rock
5. 不要試探我的心（姚可傑/Telepathy）
6. Heaven On Fire（張雨生/Metal Kids）
7. 隨緣（楊崇榮/The Outsider）
8. 心中的日記（邰正宵/幻象合唱團）
9. Flying Wings（姚可傑/Telepathy）
10. 紐約星期六（李德慧/張啟娜/Heavy Chains）